# 超熱ゲームキッド!! クリエイ太
『超熱ゲームキッド!! クリエイ太』（ちょうねつゲームキッド クリエイた）は、のむらしんぼによる日本の漫画作品。『別冊コロコロコミックSpecial』（小学館）において、2010年8月号から2011年4月号まで連載された。全5話。単行本全1巻。『コロコロコミック』としては初の、ゲームクリエイターを主人公とする作品。
『コロコロ』の読者アンケートで、将来就きたい職業としてゲームクリエイターが上位に位置していたため、ゲームクリエイターに憧れる子供たちが多いと見られたことから、そのような子供たちの夢を漫画を通じて応援することを目指して描かれた作品である。
のむらと共にかつて『コロコロ』にヒット作を連載していた漫画家・すがやみつるは、絵柄はのむらの『コロコロ』でのヒット作『とどろけ!一番』と変わらない上に、場所がどこで、時代はいつかといった基本的な情報が瞬時にわかる児童漫画として、希少価値のある作品と評価している。

## あらすじ
ゲームにすべてを賭ける熱血少年、超熱ゲームキッドこと栗 鋭太（くり えいた）。日本一のゲーム制作会社である楽天堂に自作のゲームを売り込み、持ち前の熱血とデバッグ能力を買われた鋭太は、楽天堂から出題されたクリエイター試験をくぐり抜けたことで社の制作スタッフの1人となり、夢に向かって数々のゲームを作り続ける。

## 登場人物
栗 鋭太（くり えいた）
主人公。ゲーム作りが大好きな小学5年生。ものの数分でバグのラインを見抜き修正する等巧みな技術力と熱きクリエイター魂を持つ。また、ゲームをやらせても天才であり、テストの解答にゲームキャラの名前を書いてしまう程のゲームバカ。ゲーム界の登竜門である楽天堂のクリエイター試験で鮫島に才能を見込まれ楽天堂入りを果たし、数々の名作ゲームを作り上げる。
鮫島鯨魔（さめじま げいま）
楽天堂のプロデューサー。責任者だけあって厳しく熱い性格。また、数々の名作ゲームを世に送り出してきた伝説のクリエイターとしても有名。代表作は「モンスタークエスト」。犬が大の苦手。
ノラ吉（ノラきち）
第1話に登場。野良犬だったが、車にはねられた所を鋭太に拾われ、以来鋭太と仲良くなる。このノラ吉との出会いが、後にゲームのクライマックスを見出す引き金となる。
勉（つとむ）
第2話に登場。鋭太のクラスメート。眼鏡が特徴のガリベン。幼稚園の頃、ゲームが下手なせいで友達から責められてからゲーム嫌いになってしまう。楽天堂の新人ゲーム発表会にて、鋭太のゲーム発表で鋭太との協力プレイを経て、ゲームの楽しさに改めて目覚める。
山本伊織（やまもと いおり）
第3話に登場。鋭太のクラスメート。サッカー部のエースだが、ワンマンでプライドが高い。登校途中、バイクにはねられ足を骨折し病院生活を送っている。鋭太とは夢を叶える競争をしている仲であり、彼のゲームのおかげで仲間を思う心を持った。スピンシュートが得意。
白神小太郎（しらがみ こたろう）
第4話に登場。楽天堂・企画開発部の主任。プログラムの鬼才で楽天堂の実質No.2。有名になった鋭太を目の敵にしており、ゲームをやり尽くす勝ち残り（サバイバル）試験で鋭太を潰そうと目論む。セーブデータを消したり、タッチペンをすり替えたり等卑怯な作戦を実行するも、鋭太の情熱とどんでん返しの大技により敗退した。
シャドウ
最終話に登場。3DSソフト「リアルファイター」で路上での勝負を挑み、戦利品として子供たちからゲームソフトを奪う謎の男。喧嘩好き。素早い動きで攻撃を避け、超速で攻撃を仕掛けることから自らをシャドウと名乗る。鋭太との決戦でもそのたぐいまれな操作を活かし鋭太を追い詰めるが、彼の機転とクリエイター魂により敗れる。その後鋭太の熱意により改心し、奪った戦利品を返し正々堂々とゲームを楽しむと誓った。

## 書誌情報
- のむらしんぼ『超熱ゲームキッド!! クリエイ太』小学館〈コロコロドラゴンコミックス〉。
  1. 2011年5月2日発行（2011年4月27日発売[1]）、ISBN 978-4-09-141236-2